# آکادمی جهانی علوم

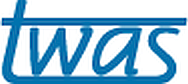

آکادمی جهانی علوم (به انگلیسی: The World Academy of Sciences (TWAS)) یک آکادمی علمی مبتنی بر شایستگی است که برای کشورهای در حال توسعه تأسیس شده‌است. این آکادمی ۱۰۰۰ دانشمند را در حدود ۷۰ کشور متحد می‌کند و هدف اصلی آن ارتقای ظرفیت علمی و تعالی برای توسعه پایدار در کشورهای در حال توسعه است. قبلاً به عنوان آکادمی علوم جهان سوم شناخته می‌شد و دفتر مرکزی آن در محل مرکز بین‌المللی فیزیک نظری عبدالسلام (ICTP) در تریست ایتالیا بود.

## تاریخچه
TWAS در سال ۱۹۸۳ تحت رهبری برنده جایزه نوبل، عبدالسلام از پاکستان و گروهی از دانشمندان برجسته که مصمم به انجام اقدامی موثر در مورد وضعیت اسفبار تحقیقات علمی در کشورهای در حال توسعه بودند، تأسیس شد.
اگرچه کشورهای در حال توسعه ۸۰ درصد از جمعیت جهان را تشکیل می‌دهند، اما تنها ۲۸ درصد از دانشمندان جهان از این کشورها هستند. این واقعیت نشان دهنده فقدان پتانسیل نوآورانه لازم برای حل مشکلات زندگی واقعی است که بر کشورهای فقیر تأثیر می‌گذارد.
کمبود بودجه برای تحقیق، اغلب دانشمندان کشورهای در حال توسعه را مجبور به انزوای فکری می‌کند و مشاغل، مؤسسات و در نهایت کشورهایشان را به خطر می‌اندازد.
دانشمندان در کشورهای در حال توسعه، معمولاً دستمزد کمی دریافت می‌کنند و برای کار خود احترام کمی قائل می‌شوند زیرا نقشی که تحقیقات علمی می‌تواند در تلاش‌های توسعه کشور ایفا کند دست کم گرفته می‌شود. این به نوبه خود منجر به فرار مغزها به نفع کشورهای پیشرفته می‌شود که کشورهای جهان سوم را بیشتر فقیر می‌کند.
موسسات تحقیقاتی و دانشگاه‌ها در این کشورها با کمبود بودجه مواجه هستند و این موضوع، دانشمندان را مجبور می‌کند در شرایط سخت و اغلب با تجهیزات قدیمی کار کنند.
بنابراین اعضای مؤسس TWAS تصمیم گرفتند سازمانی را راه اندازی کنند که به موارد زیر کمک کند:
شناسایی، حمایت و ارتقای کیفی تحقیقات علمی در کشورهای توسعه نیافته.
فراهم کردن امکانات تحقیقاتی لازم برای پیشرفت کار دانشمندان آینده‌دار در این کشورها.
تسهیل ارتباط بین دانشمندان و مؤسسات در کشورهای توسعه نیافته.
تشویق همکاری بین افراد و مراکز بورسیه در کشورهای عضو و کشورهای توسعه یافته
ترویج تحقیقات علمی در مورد مشکلات ریشه ای کشورهای در حال توسعه.
از زمان آغاز به کار، هزینه‌های عملیاتی TWAS تا حد زیادی توسط کمک‌های سخاوتمندانه دولت ایتالیا پوشش داده شده‌است. از سال ۱۹۹۱ نیز، یونسکو، مسئولیت اداره امور مالی و کارکنان TWAS را بر اساس توافق‌نامه ای که توسط مدیر کل یونسکو و رئیس TWAS امضا شده‌است را بر عهده دارد.
این آکادمی تا سال ۲۰۰۴ «آکادمی علوم جهان سوم» و قبل از سپتامبر 2012 «TWAS، آکادمی علوم برای کشورهای در حال توسعه» نام داشت، [۱] که به نام فعلی «آکادمی جهانی علوم برای پیشرفت» تغییر نام داد. [۲]

## جایزه تواس
جایزه TWAS جایزه سالانه ای است که در سال 1985 توسط TWAS برای به تقدیر از برترین تحقیقات علمی در جهان جنوب، تأسیس شد.